# Coupe Jean Borotra - Junior Davis Cup
La Coupe Jean Borotra - Junior Davis Cup est le championnat d'Europe de tennis par équipes réservé aux garçons de 16 ans et moins. Elle est organisée par le Touquet Tennis Club au Touquet-Paris-Plage, dans le Pas-de-Calais, depuis 1972.
Cette compétition décerne le titre de nation championne d'Europe, et est qualificative pour la phase mondiale de la Coupe Davis Junior.
Certains des plus grands joueurs ont participé à cette épreuve, parmi lesquels de nombreux numéros 1 mondiaux et vainqueurs en Grand Chelem.

## Historique
La compétition est créée au Touquet Tennis Club en 1972. D'abord nommée Coupe Jean Becker à sa création, elle prend ensuite le nom de Coupe Jean Borotra, célèbre membre des « Quatre Mousquetaires », vainqueurs à de nombreuses reprises de la Coupe Davis pendant l'entre-deux-guerres. À l'origine, l'idée est de réunir les meilleurs jeunes joueurs de moins de 21 ans dans le cadre d'une compétition dans laquelle ils représentent leur pays. L'âge limite conditionnant la participation a progressivement été fixé à 18 puis à 16 ans.
Le club accueille également la Coupe Annie Soisbault, équivalent féminin de la Coupe Borotra, de 1975 à 1988,.
Portée conjointement par l'ITF, Tennis Europe, la Fédération française de tennis et Le Touquet Tennis Club, la compétition est rebaptisée « Junior Davis Cup - Borotra Cup by BNP Paribas » dans les années 2000 dans le cadre du contrat de naming global entre l'établissement bancaire français et la Coupe Davis.
Les pays européens sont réunis en quatre groupes de qualifications la semaine précédant l'épreuve touquettoise. Les deux meilleures équipes de chaque groupe se qualifient et sont alors amenées à se disputer le titre de champion d'Europe. 
Les équipes comprennent trois joueurs et un capitaine. Les rencontres sont composées de trois matchs : deux simples et un double qui se jouent chacun au meilleur des trois manches, la troisième manche du double étant un super tie-break. 
La compétition a lieu chaque année à partir du premier dimanche du mois d'août durant trois jours.
A l’issue de la phase finale au Touquet, les cinq meilleures nations européennes sont qualifiées pour la phase finale mondiale.
En 2020, l'épreuve est annulée en raison de la pandémie de Covid-19, elle est remplacée, en partenariat avec la FFT, par « la Borotra Master Cup », une compétition qui regroupe 16 joueurs professionnels.

## Participants notoires
Dès la création de la compétition, de nombreux futurs grands joueurs ont représenté leur pays au Touquet, comme Yannick Noah ou Martina Navratilova en 1972, mais également Ivan Lendl, Mats Wilander, Stefan Edberg, Boris Becker, Marat Safin.
Plus récemment, Jo-Wilfried Tsonga et Richard Gasquet ont remporté le tournoi en 2000 tout comme Rafael Nadal en 2002, Novak Djokovic en 2003, Roberto Bautista-Agut en 2004 ou encore Andrey Rublev en 2013. 
On note également les participations de Gaël Monfils en 2002, Andy Murray en 2003, Daniil Medvedev et Karen Khachanov en 2012, Casper Ruud en 2013, Alexander Zverev en 2012 et 2013, Lorenzo Musetti en 2017 ainsi que Carlos Alcaraz et Holger Rune en 2018.

## Palmarès
- 1972  Espagne
- 1973  Italie
- 1974  Allemagne
- 1975  Tchécoslovaquie
- 1976  Suède
- 1977  Italie
- 1978  Suède
- 1979  Suède
- 1980  Suède
- 1981  France
- 1982  Suède
- 1983  Suède
- 1984  Italie
- 1985  Suède
- 1986  Italie
- 1987  Autriche
- 1988  Suède
- 1989  Tchécoslovaquie
- 1990  France
- 1991  Espagne
- 1992  France
- 1993  France
- 1994  Espagne
- 1995  Allemagne
- 1996  Belgique
- 1997  Espagne
- 1998  Espagne
- 1999  République tchèque
- 2000  France
- 2001  Allemagne
- 2002  Espagne[11]
- 2003  Serbie-et-Monténégro
- 2004  Espagne
- 2005  France
- 2006  France
- 2007  Croatie
- 2008  Russie
- 2009  France
- 2010  France[12]
- 2011  Grande-Bretagne
- 2012  Italie
- 2013  Russie
- 2014  France[13]
- 2015  Allemagne
- 2016  Russie
- 2017  République tchèque
- 2018  France
- 2019  France[14]
- 2020 Épreuve annulée[15]
- 2021  République tchèque
- 2022  Espagne
- 2023  Italie
- 2024  Allemagne
- 2025  République tchèque

### Statistiques par nations
Depuis 1972, la nation la plus titrée est la France avec douze sacres.
| Rang | Nation             | Années                                                                   | Victoires |
| ---- | ------------------ | ------------------------------------------------------------------------ | --------- |
| 1    | France             | 1981, 1990, 1992, 1993, 2000, 2005, 2006, 2009, 2010, 2014, 2018 et 2019 | 12        |
| 2    | Suède              | 1976, 1978, 1979, 1980, 1982, 1983, 1985 et 1988                         | 8         |
| 2    | Espagne            | 1972, 1991, 1994, 1997, 1998, 2002, 2004 et 2022                         | 8         |
| 3    | Italie             | 1973, 1977, 1984, 1986, 2012 et 2023                                     | 6         |
| 3    | Tchécoslovaquie    | 1975 et 1989                                                             | 6         |
| 3    | République tchèque | 1999, 2017, 2021 et 2025                                                 | 6         |
| 4    | Allemagne          | 1974, 1995, 2001, 2015 et 2024                                           | 5         |
| 5    | Russie             | 2008, 2013 et 2016                                                       | 3         |